# Суперформула (уравнение)
Суперформула является обобщением суперэллипса и впервые была выведена Йоханом Гиелисом в 2003 году. Гиелис предположил использовать формулу для описания сложных форм и кривых, которые встречаются в природе.
В полярной системе координат с радиусом {\displaystyle r} и углом {\displaystyle \varphi } суперформула выглядит так:
{\displaystyle r\left(\varphi \right)=\left(\left|{\frac {\cos \left({\frac {m\varphi }{4}}\right)}{a}}\right|^{n_{2}}+\left|{\frac {\sin \left({\frac {m\varphi }{4}}\right)}{b}}\right|^{n_{3}}\right)^{-{\frac {1}{n_{1}}}}.}
Выбирая различные значения параметров {\displaystyle a,b,m,n_{1},n_{2},n_{3}}, получаются различные формы.
Формула получена путём обобщения суперэллипса, который, в свою очередь, был выведен французским математиком Габриелем Ламе, а назван и популяризирован датским математиком Питом Хейном.

## Обобщение
Суперформулу можно обобщить, заменив параметр m двумя новыми параметрами y и z:
{\displaystyle r\left(\varphi \right)=\left(\left|{\frac {\cos \left({\frac {y\varphi }{4}}\right)}{a}}\right|^{n_{2}}+\left|{\frac {\sin \left({\frac {z\varphi }{4}}\right)}{b}}\right|^{n_{3}}\right)^{-{\frac {1}{n_{1}}}}}
Это позволяет создавать асимметричные и вложенные структуры. В следующих примерах {\displaystyle a,b,n_{2}} и {\displaystyle {n_{3}}} равны 1:

## Построения
Пример программы в GNU Octave для генерации этих фигур:
```
  
function
 
sf2d
(
n,a
)

    
u
=[
0
:
.001
:
2
*
pi
];

    
raux
=
abs
(
1
/
a
(
1
)
.*
abs
(
cos
(
n
(
1
)
*
u
/
4
)))
.^
n
(
3
)
+
abs
(
1
/
a
(
2
)
.*
abs
(
sin
(
n
(
1
)
*
u
/
4
)))
.^
n
(
4
);

    
r
=
abs
(
raux
)
.^
(
-
1
/
n
(
2
));

    
x
=
r
.*
cos
(
u
);

    
y
=
r
.*
sin
(
u
);

    
plot
(
x
,
y
);

  
end

```

3 мерная суперформула: a = b = 1; m, n1, n2 И n3 , показаны на изображениях.
|  |  |  |  |
|  |  |  |  |

Пример программы в GNU Octave для генерации этих фигур:
```
 
function
 
sf3d
(
n, a
)

  
u
=[
-
pi
:
.05
:
pi
];

  
v
=[
-
pi
/
2
:
.05
:
pi
/
2
];

  
nu
=
length
(
u
);

  
nv
=
length
(
v
);

    
for
 
i
=
1
:
nu

    
for
 
j
=
1
:
nv

      
raux1
=
abs
(
1
/
a
(
1
)
*
abs
(
cos
(
n
(
1
)
.*
u
(
i
)
/
4
)))
.^
n
(
3
)
+
abs
(
1
/
a
(
2
)
*
abs
(
sin
(
n
(
1
)
*
u
(
i
)
/
4
)))
.^
n
(
4
);

      
r1
=
abs
(
raux1
)
.^
(
-
1
/
n
(
2
));

      
raux2
=
abs
(
1
/
a
(
1
)
*
abs
(
cos
(
n
(
1
)
*
v
(
j
)
/
4
)))
.^
n
(
3
)
+
abs
(
1
/
a
(
2
)
*
abs
(
sin
(
n
(
1
)
*
v
(
j
)
/
4
)))
.^
n
(
4
);

      
r2
=
abs
(
raux2
)
.^
(
-
1
/
n
(
2
));

      
x
(
i
,
j
)=
r1
*
cos
(
u
(
i
))
*
r2
*
cos
(
v
(
j
));

      
y
(
i
,
j
)=
r1
*
sin
(
u
(
i
))
*
r2
*
cos
(
v
(
j
));

      
z
(
i
,
j
)=
r2
*
sin
(
v
(
j
));

    
endfor
;

  
endfor
;

  
mesh
(
x
,
y
,
z
);

 
endfunction
;

```